# Vystrčenovice
Vystrčenovice (en allemand : Wistertschenowitz) est une commune du district de Jihlava, dans la région de Vysočina, en République tchèque. Sa population s'élevait à 121 habitants en 2024.

## Géographie
Vystrčenovice se trouve à 7 km au sud-est de Telč, à 28 km au sud de Jihlava et à 130 km au sud-est de Prague.
La commune est limitée par Dyjice au nord, par Nová Říše à l'est, par Dolní Vilímeč au sud et au sud-ouest, et par Zvolenovice à l'ouest et au nord-ouest.

## Histoire
La première mention écrite de la localité date de 1436.

## Transports
Par la route, Vystrčenovice se trouve à 8 km de Telč, à 34 km de Jihlava et à 165 km de Prague.